# Richard Powell
Richard Pitts Powell (Filadelfia, 28 novembre 1908 – Fort Myers, Florida, 8 dicembre 1999) è stato uno scrittore, giornalista e pubblicitario statunitense.

## Biografia
Dopo essersi laureato all'Università di Princeton, Powell lavora come giornalista al Philadelphia Evening Public Ledger. Dieci anni dopo entra nell'agenzia pubblicitaria N. W. Ayer & Son dove ritorna dopo aver partecipato alla seconda guerra mondiale sotto il comando del generale Douglas MacArthur.
Negli anni 40 inizia a dedicarsi alla narrativa. Inizialmente compone libri per il programma radio popolare Inner Sanctum Mysteries. Con il best seller L'uomo di Filadelfia nel 1956 diventa noto al grande pubblico e dopo il 1958 si dedica completamente alla scrittura pubblicando 10 romanzi polizieschi.

## Adattamenti cinematografici
- Nel 1959 da L'uomo di Filadelfia venne tratta la pellicola di Vincent Sherman I segreti di Filadelfia (The young philadelphians) che ottenne tre nomination al premio oscar
- Nel 1962 da Vacanze matte fu tratto il film Lo sceriffo scalzo (Follow that dream) di Gordon Douglas con Elvis Presley
- Nel 1971 da Don Quixote U.S.A. è stato tratto il film Il dittatore dello stato libero di Bananas (Bananas) diretto e interpretato da Woody Allen

## Curiosità
L'uomo di Filadelfia era stato pubblicato in edizione rilegata da Scribner e in brossura da Bantam. Non venne ristampato per oltre 30 anni e gli appassionati del romanzo si dovevano accontentare di acquistare esemplari usati. Nella primavera del 2006 la figlia di Richard Powell, Dorothy Powell Quigley, contattò la Plexus Publishing Inc. editore locale di Medford (New Jersey) sulla possibilità di ristampare il libro. La Plexus decise di produrre una edizione speciale commemorativa per celebrare il 50º anniversario della prima stampa del libro.

## Opere
- Il mistero delle conchiglie (Shell Game, 1950), traduzione di Mariapaola Ricci Dèttore, Garzanti, Milano 1968.
- L'uomo di Filadelfia (The Philadelphian, 1956), traduzione di Raoul Soderini, Garzanti, Milano 1958.
- Vacanze matte (Pioneer, Go Home!, 1959), traduzione di Carlo Rossi Fantonetti, Garzanti, Milano 1960.
- Il soldato (The soldier), traduzione di Mariapaola Dèttore, Garzanti, Milano 1963.
- Tutti i giorni e di domenica (Daily and Sunday, 1964), traduzione di Mariapaola Ricci Dèttore, Garzanti, Milano 1967.
- Don Chisciotte made in USA (Don Quixote U.S.A., 1966), traduzione di Hilia Brinis, Garzanti, Milano 1979.
- Biglietti per l'inferno (Tickets to the devil, 1968), traduzione di Hilia Brinis, Garzanti, Milano 1970.
- Se gli Dei ti fanno impazzire (Whom the Gods would destroy, 1970), Marcos y Marcos.